# Pape Biram Touré
Pape Biram Toure est un homme politque sénégalais, député-maire et vice-président du groupe parlementaire Benno Bokk Yakaar (BBY).

## Biographie
Pape Biram est le maire de Diakhao, une commune du Sénégal.  En 2016, il annonce la création d’un centre commercial d’intérêt zonal au sein de Diakhao . En 2022, il s'indigne du comportement de l'oppostion au sujet du vote du projet de loi portant report des élections territoriales et prorogation du mandat des conseillers départementaux et déclare: « Bouder le dialogue pour une différence de 2 mois dans la tenue des élections, ce n'est pas du tout sérieux » .

## Affaire Ousmane Sonko
Suite à la lettre du député Ousmane Sonko au président de l'Assemblée Nationale sur la fraude  fiscale au sein de l'Assemblée Nationale, des 1500 d'impôt que paie les députés entre autres, Pape Biram réplique: « L’Assemblée nationale n’a aucune dette fiscale vis-à-vis du Trésor public »  et  déclare : « ll est inutile de revenir sur les contrevérités projetées, et qui tentent de faire croire à l’opinion que les Députés ne payaient pas d’impôts, et qu’il y avait, comble de l’absurde, fraude fiscale. «Des pénalités détournées» ont même été réclamées, dans le cadre de cette volonté désordonnée et irrationnelle de nuire à une Institution de la République, dont l’intéressé bénéficie pourtant, et ce, tous les mois, des avantages qu’il dénonce » et aussi: « L’on est en droit de se demander si la haine peut servir de programme politique, même si l’on tente désespérément de la masquer, en prétendant hurler au nom du peuple, dans le contexte d’une année électorale. Et pourtant, la morale et la politique peuvent et doivent cohabiter » . Il précise également que:« A la date d’aujourd’hui, l’Assemblée nationale peut affirmer qu’il n’existe pas d’arriérés de paiement d’impôts ni de Tva, les montants retenus étant reversés, dans le compte public de la direction générale des Impôts et Domaines » , .    